# 沃爾納特高地 (加利福尼亞州)
沃爾納特高地（英語：Walnut Heights）是位於美國加利福尼亞州康特拉科斯塔縣的一個非建制地區。該地的面積和人口皆未知。

## 地理
沃爾納特高地的座標為37°52′36″N 122°03′04″W / 37.87667°N 122.05111°W，而該地的平均海拔高度為61米（即200英尺）。